# 可部駅

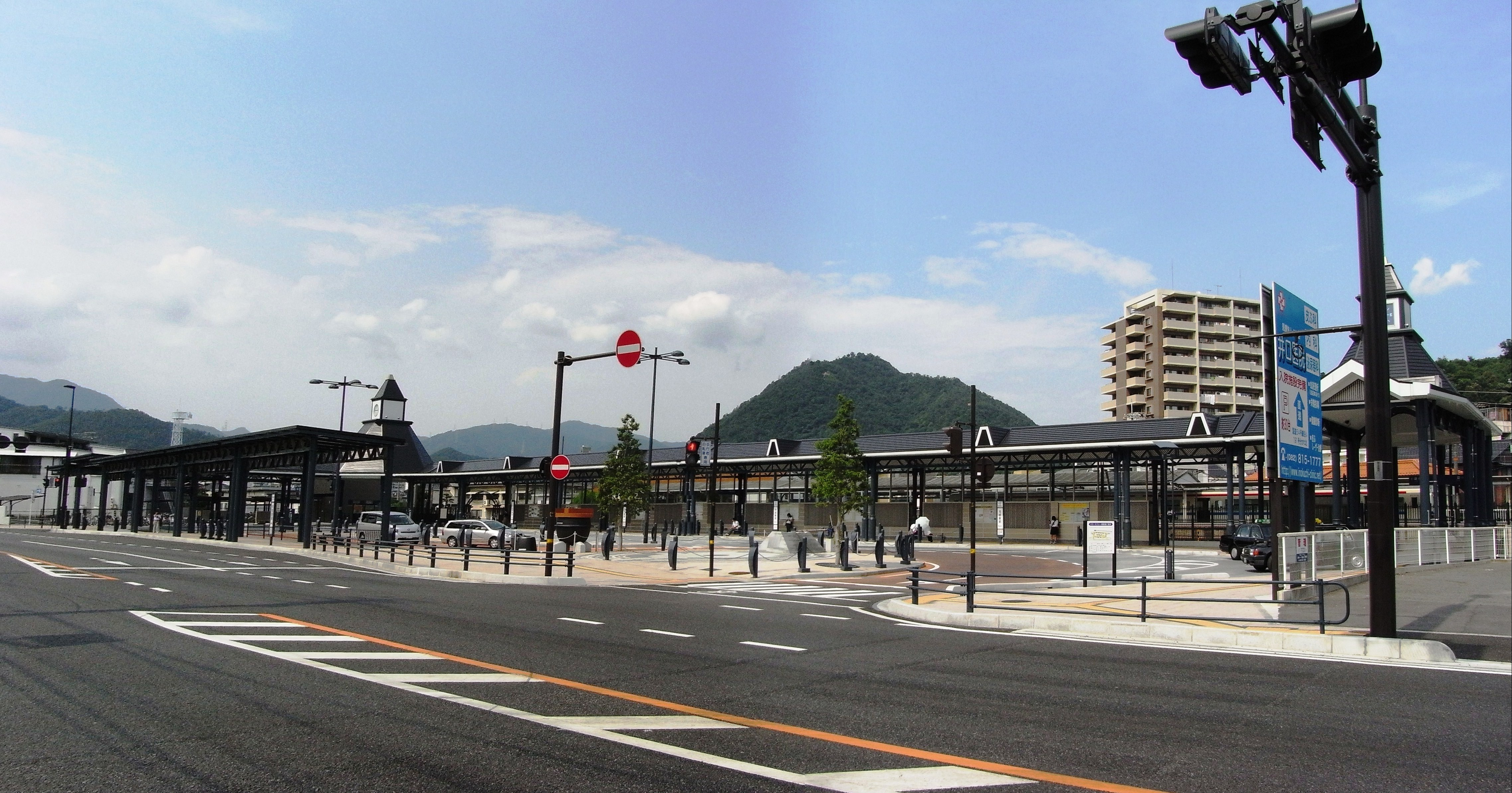
西口（2008年）

可部駅（かべえき）は、広島県広島市安佐北区可部二丁目にある、西日本旅客鉄道（JR西日本）可部線の駅である。駅番号はJR-B14。

## 歴史
当初は終着駅であり、1936年の延伸に伴い途中駅となるものの、可部線電化区間と非電化区間の境界駅であった。その後非電化区間が2003年（平成15年）11月30日限りで廃止され、一時終着駅となった。しかし、2017年（平成29年）3月4日に可部線当駅 - あき亀山駅間延伸に伴い、再度途中駅となった。

### 年表
- 1911年（明治44年）7月13日：大日本軌道広島支社線（当時）が太田川橋停留場（現・上八木駅） - 当駅間延伸時に終着駅である可部駅として開設[1]。一般駅[1]。
- 日付不詳：可部町駅（かべちょうえき）に改称。
- 1919年（大正8年）3月11日：大日本軌道広島支社線が可部軌道へ譲渡され、同社の駅となる[3]。
- 1926年（大正15年）5月1日：可部軌道が広島電気に合併され、同社の駅となる[3]。
- 1928年（昭和3年）11月9日：線路改軌・電化工事に伴い、営業休止。
- 1929年（昭和4年）12月2日：営業再開。
- 1931年（昭和6年）7月1日：広島電気線が広浜鉄道へ譲渡され、同社の駅となる[3]。
- 1933年（昭和8年）4月20日：広浜可部駅（こうひんかべえき）に改称[1]。
- 1936年（昭和11年）
  - 9月1日：広浜鉄道国有化、鉄道省可部線の可部駅となる[4]。
  - 10月13日：可部線が安芸飯室駅まで開通[3]。途中駅となる[3]。
- 1972年（昭和47年）9月1日：国鉄（→JR）特定都区市内制度が広島市に導入されたが、当駅は「広島市内」の駅から除外[5][注釈 1]。
- 1973年（昭和48年）5月1日：国鉄（→JR）特定都区市内制度における「広島市内」の駅となる[6]。
- 1984年（昭和59年）
  - 1月1日：貨物取扱廃止[1]。
  - 2月1日：荷物扱い廃止[1]。
- 1987年（昭和62年）
  - 2月1日：みどりの窓口営業開始[7]。
  - 4月1日：国鉄分割民営化に伴い、JR西日本の駅となる[1]。
- 2003年（平成15年）12月1日：当駅 - 三段峡駅（非電化区間）間廃止、67年振りに終着駅となる[3]。
- 2006年（平成18年）7月1日：当駅構内に設置されていた可部鉄道部が廃止[8]。
- 2007年（平成19年）9月1日：ICカード「ICOCA」の利用が可能となる。
- 2014年（平成26年）8月20日：平成26年8月豪雨に伴い、広島市で土砂災害発生。緑井駅 - 当駅間で8月31日まで運転を見合わせた[9][10][広報 1][広報 2]。
- 2016年（平成28年）
  - 12月1日：東西自由通路使用開始[11]。
  - 12月18日：旧1・2番のりば使用停止、新2番のりば使用開始。3番のりばを1番のりばへ改番[11]。
- 2017年（平成29年）3月4日：当駅 - あき亀山駅間延伸、再度途中駅となる[2]。このダイヤ改正で当駅始発・当駅止まりの運用が消滅した[広報 3]。
- 2021年（令和3年）11月1日：管理駅業務を当駅から横川駅に移転[12]。また、JRJR西日本中国交通サービスによる業務委託駅となる。
- 2022年（令和4年）
  - 1月31日：みどりの窓口営業終了[13]。
  - 2月1日：みどりの券売機プラス導入[13]。
- 2025年（令和7年）9月1日：当駅での駅員の常駐を廃止し、インターホンでの遠隔対応に変更（予定）[14]。

## 駅構造
相対式ホーム2面2線を有する地上駅。1・2番のりばはそれぞれ改札口が独立しており、改札内での行き来は不可。改札外あき亀山方にエレベーターを併設した跨線橋（自由通路）があり、ここを経由して東西の往来が可能となっている。
横川駅管理の、業務委託駅（JR西日本中国交通サービス受託）。ICOCA対応自動改札機、みどりの券売機プラスが設置されている。駅構内には可部線全線の保守・運営を管轄していた可部鉄道部があったが、2006年（平成18年）7月に廃止された。
JR特定都区市内制度における「広島市内」の駅である。

### のりば
| のりば | 路線   | 方向 | 行先           |
| ------ | ------ | ---- | -------------- |
| 1      | 可部線 | 上り | 横川・広島方面 |
| 2      | 可部線 | 下り | あき亀山方面   |

- 当駅 - あき亀山間延伸までは2番のりばからも横川方面列車が発車し、夜間留置が行われていた。

### かつての構造
2016年（平成28年）12月のホーム改良前は、電車用行止まり線路とホーム（いわゆる「櫛形ホーム」）の1番2番線（現在廃止）と、三段峡方面に伸びる3番線（現：1番線）・側線（現：2番線）があった。

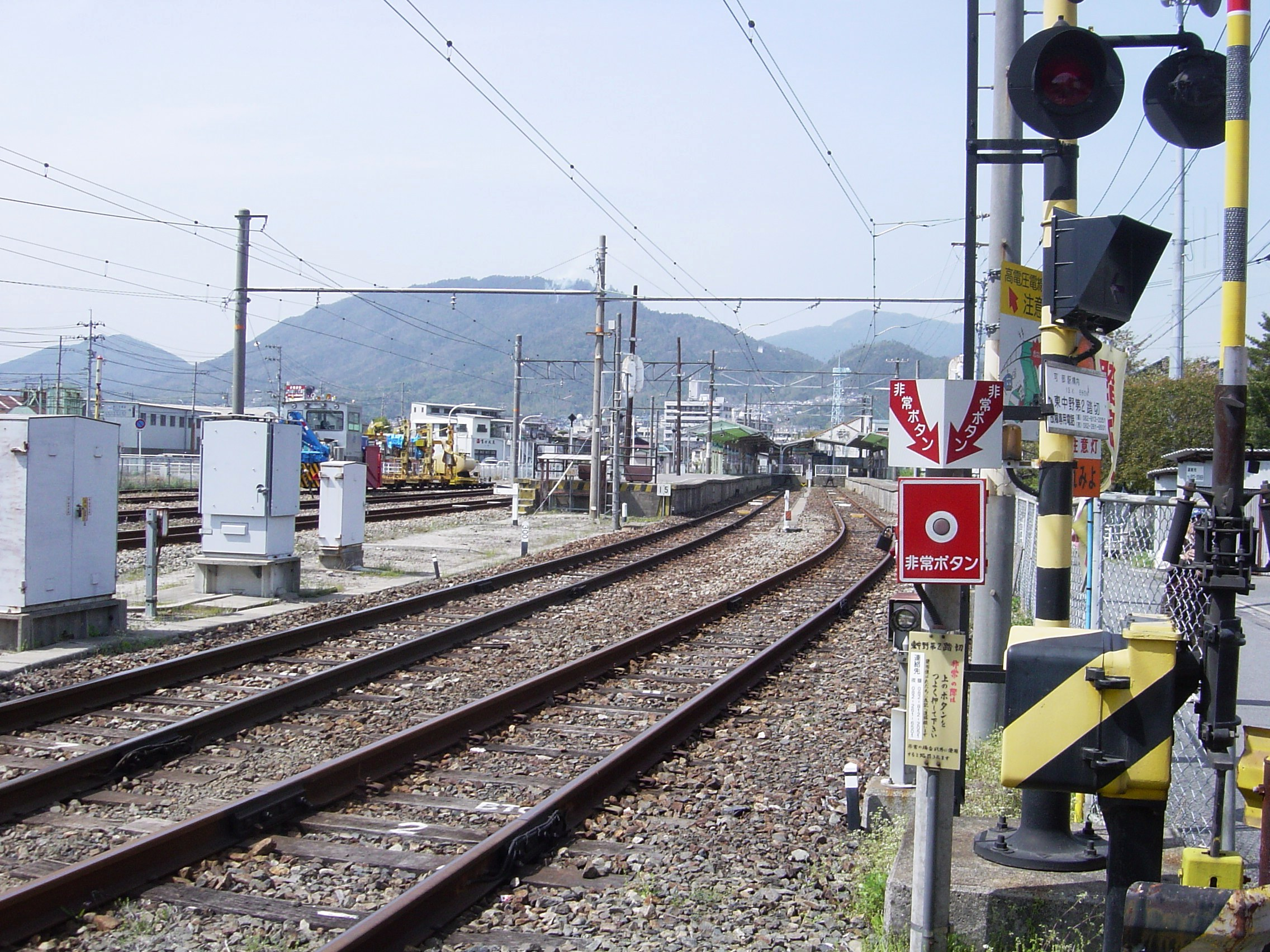
駅構内（2005年）
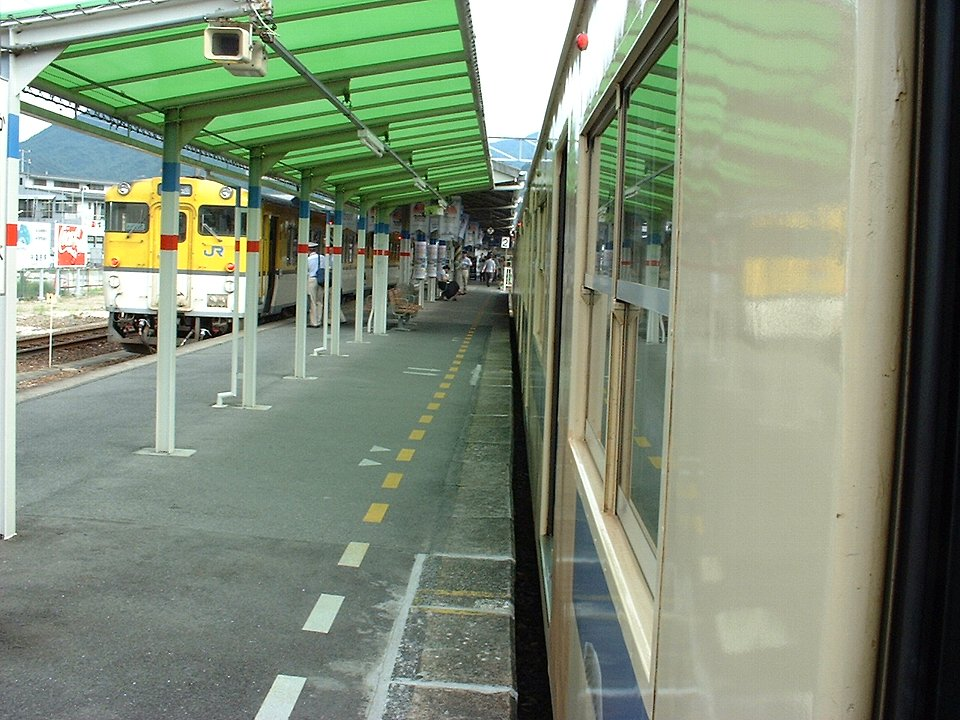
電車（手前）と気動車（左）との乗換（2003年）
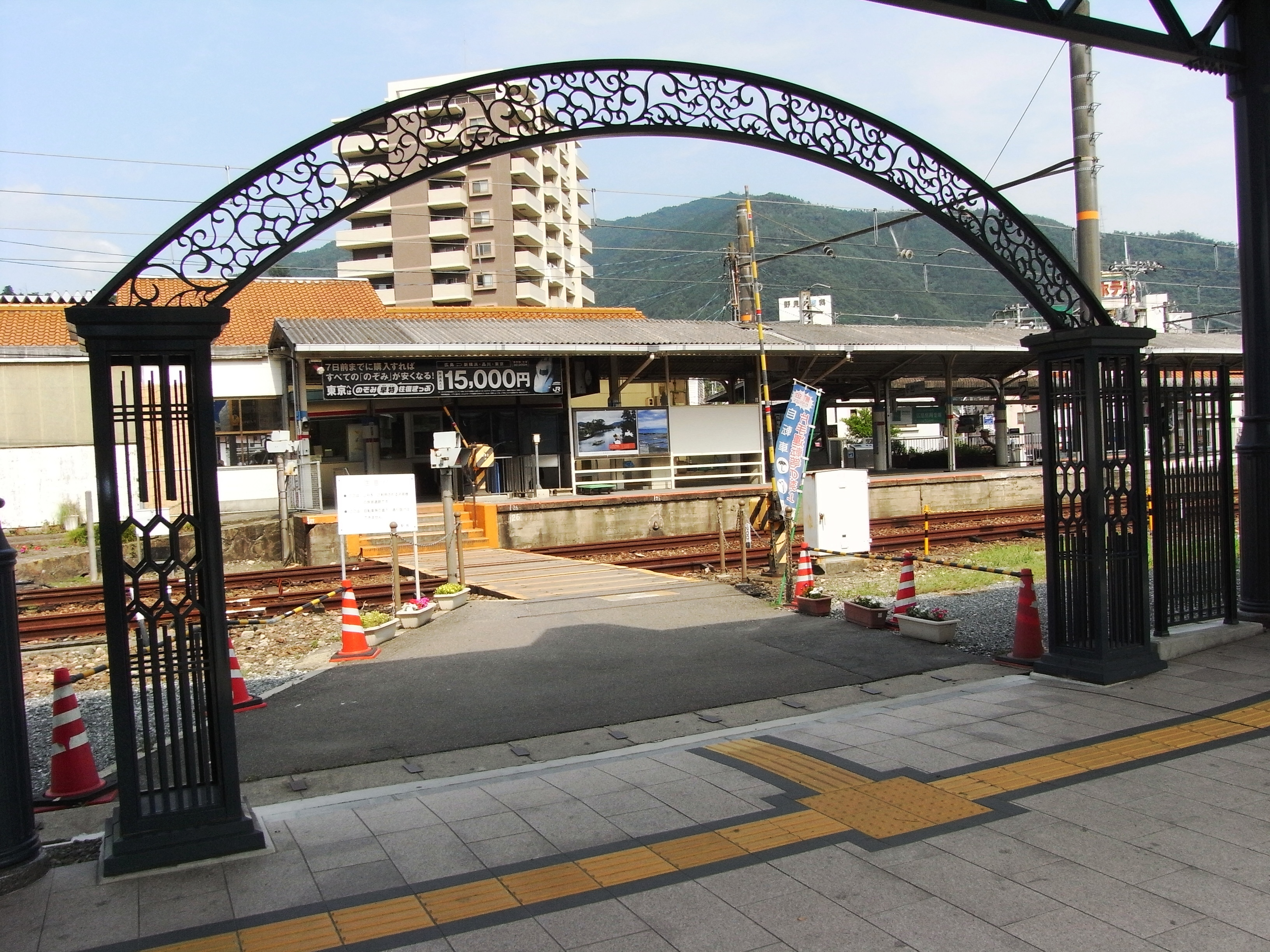
構内踏切（2008年）
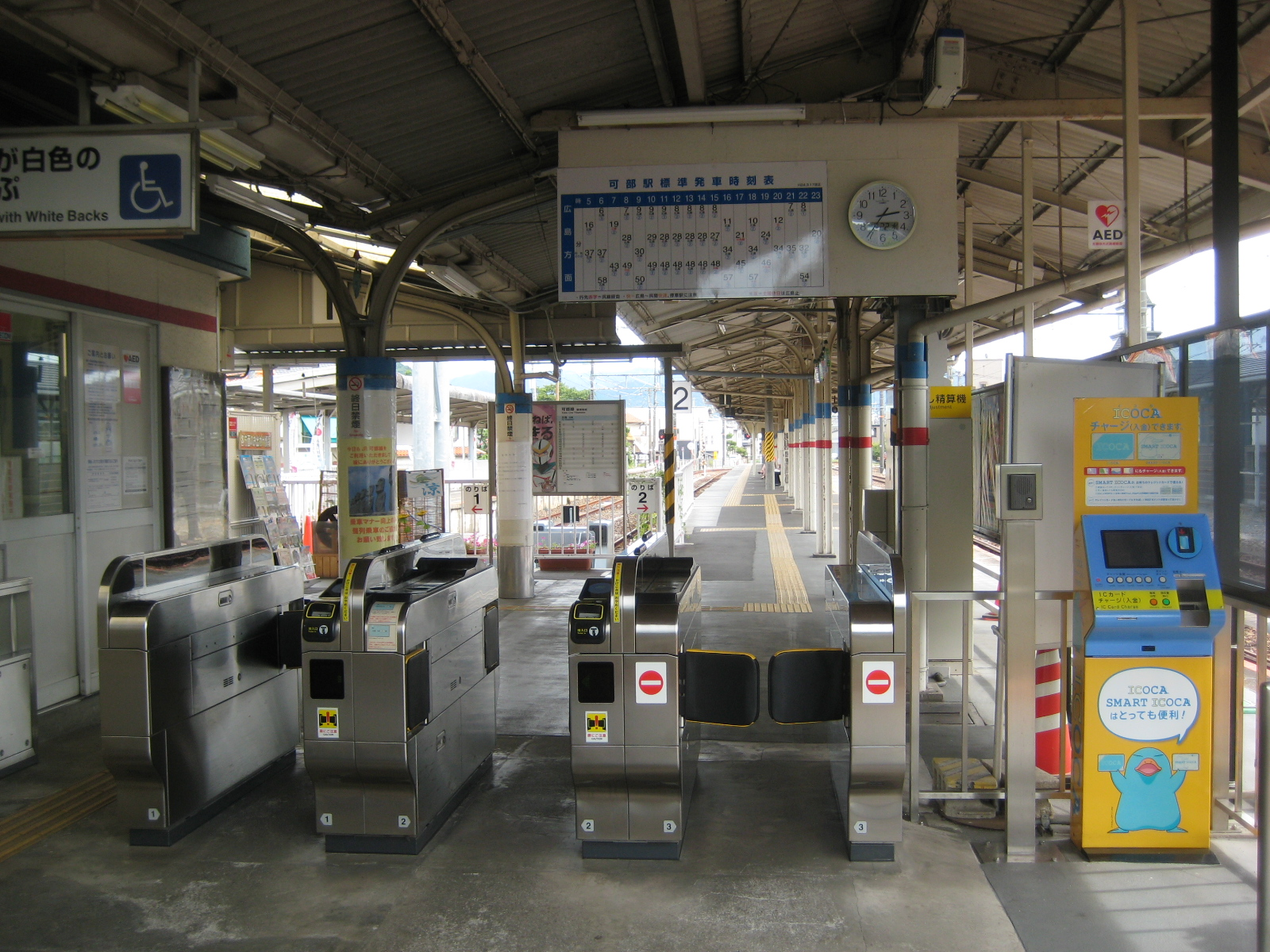
改札（2012年）
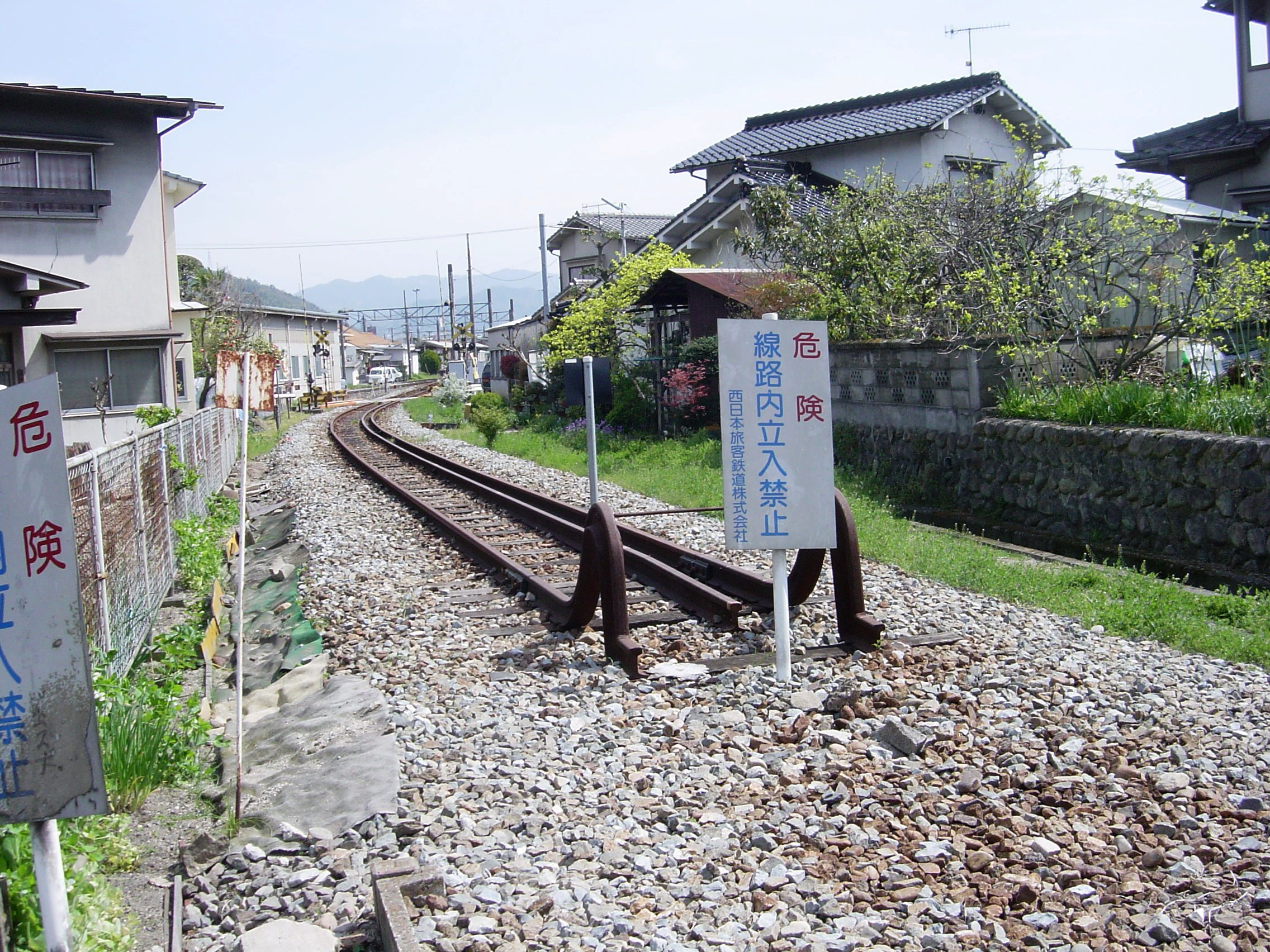
廃止された河戸駅方に設置されていた車止め（2005年）

### 延伸計画に伴う駅改良
2013年（平成25年）2月、広島市とJR西日本は、2015年（平成27年）春を目標に旧河戸駅方面へ再度延伸（事実上の電化復活）することで合意した。その後、踏切設置調整や駅建設用地取得手続きに手間取ったことで、延伸予定が2度延期されており、2017年（平成29年）3月の開業の予定となった。JR西日本は同年11月に許可申請を行い、2014年（平成26年）2月に事業許可を取得した。延伸時には旧1・2番のりばを廃止し、旧3番のりば（=現1番のりば）と、旧側線部分に新設されるホーム（＝現2番のりば）を使用した相対式ホームに改良されることとなった。そのホーム改良に合わせて従来の西口への通路は封鎖され上下線分離駅となり、東西間の自由通路を設置すると2015年（平成27年）2月に発表した。これらの改良工事については延伸開業に先駆ける形で、2016年（平成28年）12月に東西自由通路やホーム改良がそれぞれ完成し、使用開始した。

## 利用状況
以下の情報は、「広島県統計年鑑」、「広島市統計書」及び「広島市勢要覧」に基づいたデータである。
| 年度               | 1日平均 乗車人員 | 年度毎 総数 | 定期券 総数 | 普通券 総数 |
| ------------------ | ---------------- | ----------- | ----------- | ----------- |
| 1968年（昭和43年） | 2,596.5          | 1,895,417   | 1,656,438   | 238,979     |
| 1969年（昭和44年） | 2,318.4          | 1,692,437   | 1,440,726   | 251,711     |
| 1970年（昭和45年） | 2,161.3          | 1,577,726   | 1,353,048   | 224,678     |
| 1971年（昭和46年） | 2,105.7          | 1,541,393   | 1,325,648   | 215,745     |
| 1972年（昭和47年） | 1,945.7          | 1,420,383   | 1,210,776   | 209,607     |
| 1973年（昭和48年） | 2,138.6          | 1,561,208   | 1,265,254   | 295,954     |
| 1974年（昭和49年） | 2,311.3          | 1,687,279   | 1,354,128   | 333,151     |
| 1975年（昭和50年） | 2,280.2          | 1,669,138   | 1,289,922   | 379,216     |
| 1976年（昭和51年） | 2,344.8          | 1,711,731   | 1,272,520   | 439,211     |
| 1977年（昭和52年） | 2,386.1          | 1,741,845   | 1,278,100   | 463,745     |
| 1978年（昭和53年） | 2,335.7          | 1,705,045   | 1,265,298   | 439,747     |

以上の1日平均乗車人員は、乗車数と降車数が同じであると仮定し、年度毎総数を365（閏年が関係する1971・1975年は366）で割った後で、さらに2で割った値を、小数点第二位で四捨五入。小数点一位の値にした物である。
| 年度                | 1日平均 乗車人員 |
| ------------------- | ---------------- |
| 1979年（昭和54年）  | 2,371            |
| 1980年（昭和55年）  | 2,323            |
| 1981年（昭和56年）  | 2,198            |
| 1982年（昭和57年）  | 2,172            |
| 1983年（昭和58年）  | 2,167            |
| 1984年（昭和59年）  | 2,247            |
| 1985年（昭和60年）  | 2,242            |
| 1986年（昭和61年）  | 2,395            |
| 1987年（昭和62年）  | 2,818            |
| 1988年（昭和63年）  | 2,947            |
| 1989年（平成 元年） | 3,101            |
| 1990年（平成02年）  | 3,286            |
| 1991年（平成03年）  | 3,513            |
| 1992年（平成04年）  | 3,829            |
| 1993年（平成05年）  | 4,043            |
| 1994年（平成06年）  | 4,098            |
| 1995年（平成07年）  | 4,015            |
| 1996年（平成08年）  | 3,944            |
| 1997年（平成09年）  | 3,756            |
| 1998年（平成10年）  | 3,645            |
| 1999年（平成11年）  | 3,603            |
| 2000年（平成12年）  | 3,780            |
| 2001年（平成13年）  | 3,601            |
| 2002年（平成14年）  | 3,709            |
| 2003年（平成15年）  | 3,781            |
| 2004年（平成16年）  | 3,893            |
| 2005年（平成17年）  | 3,927            |
| 2006年（平成18年）  | 3,569            |
| 2007年（平成19年）  | 3,509            |
| 2008年（平成20年）  | 3,582            |
| 2009年（平成21年）  | 3,528            |
| 2010年（平成22年）  | 3,504            |
| 2011年（平成23年）  | 3,515            |
| 2012年（平成24年）  | 3,527            |
| 2013年（平成25年）  | 3,559            |
| 2014年（平成26年）  | 3,483            |
| 2015年（平成27年）  | 3,665            |
| 2016年（平成28年）  | 3,663            |
| 2017年（平成29年）  | 2,472            |
| 2018年（平成30年）  | 2,282            |
| 2019年（令和 元年） | 2,247            |
| 2020年（令和02年）  | 1,713            |
| 2021年（令和03年）  | 1,727            |
| 2022年（令和04年）  | 1,842            |

1994年に大町駅が開業するまでは、可部線で最も利用者が多い駅だった。

## 駅周辺
駅舎は複数の河川が山からの土砂を運び堆積させた沖積平野にあり、西側を太田川、東側を大田川支流の根谷川に挟まれている。これは水害が起こりやすい地形であり駅近くの品窮寺には1928年6月の水害を記録する石碑が残る。広島市が作成したハザードマップでは治水対策が施された2020年代でも太田川、根谷川氾濫時には駅周辺で最大3mの浸水が予想されている。
旧市街地は駅東側にあり歴史ある醸造所、石州街道、県道に格下げされた以前の国道も皆東側にある。駅西側は1960年代までは水田が多かったが、その後開発が進み可部鋳物の関係で大和重工本社工場を始めとする鉄工・鋳造メーカー工場が立地するようになった。旧市街地を迂回する形での国道拡幅と線形改良も駅西側を通ることで行わた。2003年の可部線北部区間の廃止以後、代替バスと列車との連絡改善のため等として、国道に近い西口広場再開発と整備が進めれ2008年に開業した。
- 太田川

根谷川（太田川支流）
- 大和重工
- 八千代工業
- 中川醤油
- 広島市農業協同組合（JA広島市）可部葬祭会館
- 広島信用金庫 可部支店
- 耳観音（大石観音）
- 寺山
  - 寺山公園
- 広島県立可部高等学校
- 広島文教大学附属高等学校
- 広島文教大学附属幼稚園
- 国道54号（可部バイパス）
- 国道183号（可部街道）
- 広島県道240号可部停車場線

## バス路線
「可部駅前」バス停は、可部駅西口広場にある勝木・大林方面の1 - 4のりばと、国道上に設置された広島方面のりばの計5ヶ所のりばがあり、広島交通 と広電バス が発着している。2007年（平成19年）12月に使用開始。これに伴い、下り便は、元「可部駅前」停留所に停車する代わりに、一度国道183号を右折して、全便がこの停留所に停車するようになった。また、可部線廃止区間の代替バス（広電バス・広島交通）もここから発着しているが、広島・三段峡直行便は高速道路を経由するため可部駅には入らない。
路線は、おおむね5方面に分けられており、会社を問わず同じ方面のバスが同一のりばまたは隣接のりばに到着するように振り分けられている。
- 1番のりば：国道54号経由便
- 2番のりば：国道54号北上便
- 3番のりば：国道191号経由便
- 4番のりば：国道191号西行便
- 国道上のりば：広島方面

| のりば       | 運行事業者        | 系統・行先                                                                 | 備考 |
| ------------ | ----------------- | -------------------------------------------------------------------------- | --- |
| 1            | 広島交通          | 南原公会堂 桐原 30-7・32-7・72-7：桐陽台 72-1：南原 74-2：南原研修センター | 南原公会堂行は可部小学校の生徒用として運行し、土日祝日運休 桐原行（北部医療センター経由便）は平日のみ運行 桐陽台行（可部上市経由便）の高陽C団地・高陽A団地始発は路線番号なし 桐陽台行（北部医療センター経由便）は高陽C団地・高陽A団地始発のみで、平日のみ運行 |
| 2            | 広島交通          | 可部上市 30-8・32-8・72-8：大林車庫 72-2：下浜が谷                         | 可部上市行は平日・土曜深夜のみ運行 「72-2」は土日祝日のみ運行 |
| 2            | 広電バス          | 72-4：吉田出張所                                                           | 吉田小学校経由便は吉田小学校の登校日のみ運行 |
| 3            | 広島交通          | 73-1：虹山県住 73-2：勝木 73-3：勝木台 73-4：大畑                          | |
| 4            | 広島交通          | 飯室 千代田IC 千代田高校 73-5：飯室 73-6：星が丘 73-7：今吉田              | 飯室行（柳瀬経由便）は旧可部線代行バス。上原始発は、朝・夕日・日祝日運休 千代田IC行は平日のみ運行 「73-5」のふじビレッジ経由便は土日祝日運休 「73-7」の虹山団地経由便は土日祝日運休                                                                           |
| 4            | 広電バス          | 74-7：三段峡 73-9：琴谷                                                    | 旧可部線代行バス 豊平方面 |
| 5 （国道上） | 広島交通          | 上原 30G・30K・32H：広島バスセンター 72G・72H・73G・73H・74G・74H：広島駅  | 上原行は日祝日一部運休 高陽C団地・高陽A団地行は平日・土曜のみ運行 「72G」「73G」は平日朝ラッシュ時のみ運行 |
| 5 （国道上） | 広島交通 広電バス | 72K・73K・74K：広島バスセンター 72G・73G：広島駅                           | |

過去の路線に関して
- 以前広電バスが今井田駅経由で三段峡まで行く便があったが、廃止された。
- 以前備北交通が上根バイパス・志屋・向原駅・吉田口駅経由で吉田まで行く便があったが、2022年5月6日ダイヤ改正で安佐市民病院（現在は可部南五丁目）発着から北部医療センター発着（河戸帆待川駅経由）に変更されたため廃止された。
- 以前中国JRバスが千代田IC経由で大朝まで行く便があったが、2023年4月1日ダイヤ改正で廃止された（広島交通・大朝交通に移管）。

## 隣の駅
西日本旅客鉄道（JR西日本）
 可部線
中島駅 (JR-B13) - 可部駅 (JR-B14) - 河戸帆待川駅 (JR-B15)

### かつて存在した路線
西日本旅客鉄道（JR西日本）
可部線
可部駅 - 河戸駅